# Frank Zilles
Frank Zilles (* 29. Januar 1964) ist ein ehemaliger deutscher Fußballspieler. Seit dem Karriereende ist er als Trainer und Funktionär im Amateurbereich tätig.

## Sportlicher Werdegang
Zilles kam vom 1. FC Union Solingen über die SSVg Haan, den Wuppertaler SV und den 1. FC Wülfrath 1991 erneut zum Wuppertaler SV in die Oberliga Nordrhein und stieg mit dem Klub als Meister der Spielzeit 1991/92 nach vier Siegen in der anschließenden Aufstiegsrunde in die 2. Bundesliga auf. Mit 30 Saisoneinsätzen in der Spielzeit 1992/93 war er am Klassenerhalt auf dem 13. Tabellenplatz der seinerzeit 24 Mannschaften umfassenden Spielzeit beteiligt. Wegen einer Achillessehnenverletzung fiel er in der folgenden Spielzeit langfristig aus, erst im letzten Saisondrittel kam er zu fünf Spieleinsätzen. Der Klub stieg am Saisonende als Drittletzter in die neu gegründete Regionalliga West/Südwest ab. Dort war er in den beiden folgenden Spielzeiten mit je 34 Saisoneinsätzen Stammspieler, als der Klub als Fünfter respektive Vierter im Endklassement den angestrebten Wiederaufstieg in die Zweitklassigkeit verpasste. Am zweiten Spieltag der Spielzeit 1997/98 zog er sich kurz nach Anpfiff im Spiel gegen Preußen Münster eine schwere Knieverletzung zu, bei der sowohl das vordere als auch das hintere Kreuzband, das Innenband und der Meniskus beschädigt wurden.
Nachdem Zilles infolge seiner Knieverletzung nicht mehr aufs Spielfeld zurückkehren konnte, wechselte er im Sommer 1998 als Cheftrainer der WSV-Reserve auf die Trainerbank. 2000 übernahm er den Trainerposten beim SV Bayer Wuppertal, den er zum Aufstieg in die fünftklassige Verbandsliga Niederrhein führte. Trotz des direkten Wiederabstiegs am Ende der Spielzeit 2001/02 blieb er im Amt. Später übernahm er den SV Hilden-Nord, mit dem er am Ende der Spielzeit 2005/06 ebenso aus der Verbandsliga Niederrhein abstieg.
Noch während der Rückrunde der Spielzeit 2006/07 verkündete der im Abstiegskampf und – in einem letztlich abgewendeten – Insolvenzverfahren befindliche Oberligist 1. FC Union Solingen, dass Zilles das Traineramt für die folgende Spielzeit übernehmen werde. Nachdem der Klub in die Niederrheinliga abgestiegen war, übernahm er parallel auch das Amt des Sportlichen Leiters. Dieses Amt übernahm im März 2009 des ehemalige Nationalspieler Thomas Brdarić. Im April wurde bekannt, dass Zilles – obwohl mit den Solingern in der Spielzeit 2008/09 um die Meisterschaft in der Niederrheinliga spielend – zur folgenden Saison zum Ligarivalen TuRU Düsseldorf wechseln werde. Am Vorabend des Spiels gegen den KFC Uerdingen 05 wurde er freigestellt, Brdarić übernahm interimistisch bis Saisonende.
Unter Zilles' Leitung etablierte sich TuRU Düsseldorf an der Spitze der Tabelle und verpasste in der Spielzeit 2010/11 nur aufgrund der schlechteren Tordifferenz gegenüber dem punktgleichen Tabellenführer KFC Uerdingen 05 den Aufstieg in die NRW-Liga. Auch in der folgenden Spielzeit gelang die Vizemeisterschaft mit sieben Punkten Rückstand hinter Neuling FC Kray, aufgrund der Auflösung der NRW-Liga war dies dennoch gleichbedeutend mit dem Aufstieg in die Fünftklassigkeit, die unter dem wieder eingeführten Namen Oberliga Nordrhein fortgeführt wurde. Dort spielte die Mannschaft im vorderen Mittelfeld. Nach zehn Jahren lief sein Vertrag im Sommer 2017 aus, nachdem er sich jedoch über Vorstandsbeschlüsse bezüglich des Nicht-Einsatz von wechselwilligen Spielern hinweggesetzt hatte, wurde er kurz vor Saisonende vorzeitig freigestellt. Im Mai 2018 kehrte er als Sportlicher Leiter zu TuRU zurück. Nach einem Jahr trennten sich erneut die Wege und Zilles ging zum Oberligarivalen Sportfreunde Baumberg.
Im November 2019 gab Zilles nach nur wenigen Wochen sein Amt bei den Sportfreunden Baumberg auf, um in selber Funktion mit einem bis 2021 gültigen Vertrag ausgestattet als Nachfolger von Georg Mewes beim Oberligisten Ratingen 04/19 anzuheuern. Später wurde der Vertrag verlängert und zeitweise sprang er beim Klub zudem auch interimistisch als Trainer ein.
Hauptberuflich ist Zilles als kaufmännischer Angestellter tätig.